# Hrant Alianak
Hrant Alianak (armenisch Հրանտ Ալիանակ; * 1950 in Khartum, al-Chartum, Sudan) ist ein armenisch-kanadischer Schauspieler, Drehbuchautor und Film- und Theaterregisseur.

## Leben
1972 debütierte Alianak als Drehbuchautor in einem Theater in Toronto mit seinem Stück Tantrums. Weitere Stücke, die er geschrieben und inszeniert hat, sind seine Gangster-Trilogie Night, Passion And Sin und Lucky Strike sowie The Blues und The Walls Of Africa. 1992 gründete er seine Firma Alianak Theatre Productions, die bis 2012 verschiedene Theaterstücke produzierte und entwickelte.
Er debütierte 1981 als Filmschauspieler im Fernsehfilm Escape from Iran: The Canadian Caper und war in den Jahren danach in Filmen wie Spacehunter – Jäger im All, Männer für jeden Job oder Gesetz des Terrors zu sehen. Zudem wirkte er als Episodendarsteller in verschiedenen US-amerikanischen und kanadischen Fernsehserien mit. Er ist einer der wenigen Schauspieler, die sowohl in der Filmadaption als auch in der Fernsehserie der XIII-Comicreihe mitspielten.

## Filmografie

### Schauspiel
- 1981: Escape from Iran: The Canadian Caper (Fernsehfilm)
- 1982: For the Record (Fernsehserie, Episode 7x02)
- 1983: Spacehunter – Jäger im All (Spacehunter: Adventures in the Forbidden Zone)
- 1983: The Sins of Dorian Gray (Fernsehfilm)
- 1984: New York – Tanger (Best Revenge)
- 1984: Bambinger (Kurzfilm)
- 1985: Tucker and the Horse Thief (Fernsehfilm)
- 1985: Männer für jeden Job (Head Office)
- 1986: Die Supernacht (One Night Only)
- 1986: Halluzinationen (Seeing Things) (Fernsehserie, Episode 5x04)
- 1986: Drug Fighter (Courage) (Fernsehfilm)
- 1986: Gesetz des Terrors (Sword of Gideon) (Fernsehfilm)
- 1986–1987: Adderly (Fernsehserie, 2 Episoden, verschiedene Rollen)
- 1987: Familienbilder (Family Viewing)
- 1987–1988: In der Hitze der Nacht (In the Heat of the Night) (Fernsehserie, 2 Episoden, verschiedene Rollen)
- 1988: Mount Royal (Fernsehserie, Episode 1x14)
- 1988: Erben des Fluchs (Friday the 13th: The Series) (Fernsehserie, Episode 2x06)
- 1988: 1988: Spione, überall Spione (Spies, Lies & Naked Thighs) (Fernsehfilm)
- 1988: Twilight Zone (Fernsehserie, Episode 3x10)
- 1988: Looking for Nothing (Fernsehfilm)
- 1989: T and T (Fernsehserie, Episode 2x13)
- 1989: Verhängnis auf Bestellung (Destiny to Order)
- 1991–1992: Auf eigene Faust (Counterstrike) (Fernsehserie, 3 Episoden, verschiedene Rollen)
- 1992: Die Waffen des Gesetzes (Street Legal) (Fernsehserie, Episode 6x18)
- 1993: Rapture (Fernsehfilm)
- 1993: Matrix (Fernsehserie, Episode 1x06)
- 1993: Kung Fu – Im Zeichen des Drachen (Kung Fu – The Legend Continues) (Fernsehserie, Episode 1x15)
- 1993: Hilfe! Jeder ist der Größte (Life with Mikey)
- 1993: The Hidden Room (Fernsehserie, Episode 2x10)
- 1994: TekWar – Recht und Gesetz im Cyberspace (TekWar: TekJustice) (Fernsehfilm)
- 1994: RoboCop (RoboCop: The Series) (Fernsehserie, 4 Episoden)
- 1995: Billy Madison – Ein Chaot zum Verlieben (Billy Madison)
- 1996: Gänsehaut – Die Stunde der Geister (Goosebumps) (Fernsehserie, 2 Episoden)
- 1997: PSI Factor – Es geschieht jeden Tag (PSI Factor – Chronicles of the Paranormal) (Fernsehserie, Episode 1x11)
- 1997: The Newsroom (Fernsehserie, Episode 1x12)
- 1997: Mission Erde – Sie sind unter uns (Earth: Final Conflict) (Fernsehserie, Episode 1x04)
- 1997: The New Ghostwriter Mysteries (Fernsehserie, Episode 1x08)
- 1998: More Tears (Fernsehserie)
- 1998: The Secret Life of Algernon
- 1998: Thanks of a Grateful Nation (The Gulf War) (Fernsehfilm)
- 1998: Dirty Work (Fernsehserie, Episode 1x09)
- 1999: Total Recall 2070 (Fernsehserie, 2 Episoden)
- 1999: Nikita (Fernsehserie, 2 Episoden)
- 1999: Geraubtes Glück (Ultimate Deception) (Fernsehfilm)
- 1999: Love Songs (Fernsehfilm)
- 1999: Foolish Heart (Fernsehserie, Episode 1x05)
- 2000: Relic Hunter – Die Schatzjägerin (Relic Hunter) (Fernsehserie, Episode 1x13)
- 2000: The Golden Spiders: A Nero Wolfe Mystery (Fernsehfilm)
- 2000: The Deadly Look of Love (Fernsehfilm)
- 2000: The Royal Diaries: Cleopatra – Daughter of the Nile (Fernsehfilm)
- 2000: Code Name: Eternity – Gefahr aus dem All (Code Name: Eternity) (Fernsehserie, Episode 1x09)
- 2001: Full Disclosure
- 2001: WW3 (Fernsehfilm)
- 2001–2002: A Nero Wolfe Mystery (Fernsehserie, 9 Episoden)
- 2002: Monk (Fernsehserie, 2 Episoden)
- 2003: Snow on the Skeleton Key (Kurzfilm)
- 2004: Call Me: The Rise and Fall of Heidi Fleiss (Fernsehfilm)
- 2004: This Is Wonderland (Fernsehserie, Episode 1x13)
- 2004: The Grid (Mini-Serie, 5 Episoden)
- 2004: H2O (Fernsehserie, 2 Episoden)
- 2004: The Eleventh Hour (Fernsehserie, 2 Episoden)
- 2005: The Archer (Kurzfilm)
- 2005–2007: Jeff Ltd. (Fernsehserie, 12 Episoden)
- 2005–2013: Mayday – Alarm im Cockpit (Air Crash Investigation/Mayday/Air Disaster) (Fernsehserie, 3 Episoden, verschiedene Rollen)
- 2006: Der Hades-Faktor (Covert One: The Hades Factor)
- 2006: At the Hotel (Fernsehserie, 5 Episoden)
- 2006: Angela Henson – Das Auge des FBI (Angela’s Eyes) (Fernsehserie, Episode 1x07)
- 2006: The Wives He Forgot (Fernsehfilm)
- 2007–2011: Unsere kleine Moschee (Little Mosque on the Prairie) (Fernsehserie, 3 Episoden, verschiedene Rollen)
- 2008: The Echo
- 2008: Pontypool – Radio Zombie (Pontypool)
- 2008: XIII – Die Verschwörung (XIII) (Fernsehfilm)
- 2008–2009: The Border (Fernsehserie, 2 Episoden)
- 2009: Zone of Separation (ZOS – Zone of Separation) (Fernsehserie, Episode 1x01)
- 2009–2010: Cra$h & Burn (Fernsehserie, 5 Episoden)
- 2010: Mein Babysitter ist ein Vampir – Der Film (My Babysitter’s a Vampire) (Fernsehfilm)
- 2010: Lost Girl (Fernsehserie, Episode 1x06)
- 2011: InSecurity (Fernsehserie, Episode 2x07)
- 2011–2012: Mein Babysitter ist ein Vampir (My Babysitter’s a Vampire) (Fernsehserie, 26 Episoden)
- 2012: Guidestones (Fernsehserie)
- 2012: King (Fernsehserie, Episode 2x03)
- 2012: Entführt in Damaskus (Inescapable)
- 2012: XIII – Die Verschwörung (XIII: The Series) (Fernsehserie, Episode 2x07)
- 2012: Dear Scavengers (Kurzfilm)
- 2013: Cracked (Fernsehserie, Episode 1x05)
- 2014: Darknet – Nur ein Klick zum Horror (Darknet) (Fernsehserie, Episode 1x04)
- 2014: A Trip to the Island
- 2015: Drift (Kurzfilm)
- 2015: Riftworld Chronicles (Mini-Serie, 8 Episoden)
- 2016: Private Eyes (Fernsehserie, Episode 1x09)
- 2016: Designated Survivor (Fernsehserie, Episode 1x07)
- 2016: Jacob Is Ready (Kurzfilm)
- 2016–2017: Kim’s Convenience (Fernsehserie, 4 Episoden)
- 2017: Becoming Burlesque
- 2018: Murdoch Mysteries (Fernsehserie, Episode 11x12)
- 2018: The Detail (Fernsehserie, Episode 1x05)
- 2019: Guest of Honour
- 2019: Frankie Drake Mysteries (Fernsehserie, Episode 3x10)
- 2019: V-Wars (Fernsehserie, Episode 1x09)
- 2020: Possessor

### Synchronsprecher
- 1994: Highlander (Highlander: The Animated Series) (Zeichentrickserie, Episode 1x02)

### Drehbuch & Regie
- 1977: Teleplay (Fernsehserie, Episode 1x11)
- 2014: A Trip to the Island
- 2015: Burning, Burning